# Homburg (Reide)
Homburg of Homborg wordt genoemd als een van de verdronken plaatsen in de Dollard.
De plaats komt voor het eerst voor op de fantasierijke Dollardkaart van Jacob van der Mersch uit 1574. Volgens Stratingh en Venema is de plaats slechts een borg of steenhuis ten noordwesten van Westerreide. Het gaat hier vermoedelijk om een steenhuis te Reide (vermoedelijk Westerreide) dat voorkomt in twee verzegelingen van 1413 en 1426. In 1413 werd het huis door de eigenaren Emmeko en de kinderen van zijn broer Zeke aan de stad Groningen overgegeven, in de strijd tussen Schieringers en Vetkopers. Ook de bekende hoofdeling Tydde Wynnelde wordt bij deze gelegenheid genoemd. In 1426 liet de stad het borchhuis door Jacob Beier, proost van Loppersum, bezet houden. 
Homborg moet niet verward worden met een ander steenhuis in Oosterreide, het Addenheem, dat vanouds in het bezit was van de familie Addinga en waarvan de restanten omstreeks 1580 als steengroeve dienden.